# Чернышёв, Георгий Николаевич
Георгий Николаевич Чернышёв (23 августа 1919 — 24 июля 1997) — учёный, инженер-конструктор, кораблестроитель, главный конструктор атомных подводных лодок проекта «671», «671РТ», «671РТМ», «971», Герой Социалистического Труда, лауреат Государственных премий СССР и России, доктор технических наук, Заслуженный конструктор Российской Федерации, Заслуженный машиностроитель Российской Федерации, почётный академик Санкт-Петербургской инженерной академии, участник Великой Отечественной войны.

## Биография
Георгий Николаевич Чернышёв родился 23 августа 1919 года в Николаеве Херсонской губернии (ныне Николаевская область, Украина) в рабочей семье.

### Ранние годы
С 1934 года пошёл работать на судостроительный Николаевский объединённый государственный завод им. Андре Марти разметчиком, учился в фабрично-заводском училище. После окончания ФЗУ был направлен на учёбу в Николаевский кораблестроительный институт.
В первых дней Великой Отечественной войны был призван красноармейцем на фронт. В действующей армии с 1941 года. Участвовал в боях на Юго-Западном фронте. В 1942 году был отозван с фронта для окончания учёбы в кораблестроительном институте, который был эвакуирован в Пржевальск.

### Начало конструкторской деятельности
В 1943 году был направлен в Горький, в конструкторское бюро ЦКБ-18, эвакуированное из Ленинграда, конструктором-механиком. В 1945 году вместе с ЦКБ-18 переехал в Ленинград.
В 1945 году Чернышёв был командирован в Германию, где по решению советского правительства в Бланкенбурге было создано специальное конструкторское бюро под руководством начальника ЦКБ-18 А. А. Антипина для восстановления энергетической парогазотурбинной установки (ПГТУ) системы Гельмута Вальтера. В задачи бюро входил поиск, сбор документации и изготовленного во время войны комплектующего оборудования энергетической установки ПЛ. После возвращения из Германии, Чернышёв был переведён на должность старшего конструктора, в созданное по распоряжению Совета Министров СССР в марте 1948 года, специальное конструкторское бюро СКБ-143 (ныне — СПМБМ «Малахит») для разработки скоростных ПЛ и энергетических установок новых типов. Первым заданием в СКБ-143, над которым работал Чернышёв, было создание подводной лодки проекта 617 с парогазовой турбинной установкой. По этом проекту в 1951 году была заложена и в 1956 году вошла в строй первая и единственная советская средняя подводная лодка С-99, на которой классическая дизель-электрическая схема была дополнена ПГТУ. Работая над проектом 617, Чернышёв стал начальником сектора, а в 1951 году назначен начальником отдела корабельных систем и устройств, конструкций линии гребного вала СКБ-143
В 1952 году Чернышёв вошёл в группу, которая начала работу под руководством В. Н. Перегудова над созданием предэскизного проекта первой атомной подводной лодки (АПЛ) проекта 627 (впоследствии и проектов 627А, 645). В том же году Чернышёв был командирован в Москву в специальную группу НИИ-8 (ныне НИКИЭТ) Н. А. Доллежаля, которая занималась созданием ядерной энергетической установки для АПЛ. В 1953 году Чернышёв был назначен заместителем начальника отдела СКБ-143, с 1957 года — заместитель главного конструктора атомной ракетной ПЛ проекта 639 (проект не был реализован).

### Главный конструктор атомных подводных лодок
В 1959 году Чернышёв был награждён орденом Трудового Красного Знамени и назначен главным конструктором серии атомных подводных лодок второго поколения проекта 671 типа «Ёрш». Проект отличался большим количеством применённых принципиально новых конструкторских решений. Головная АПЛ проекта была заложена 12 апреля 1963 года на Адмиралтейском заводе в Ленинграде, 28 июля 1966 года спущена на воду и в 1967 году сдана флоту. Всего в 1963—1974 годах было построено 15 подводных лодок данного проекта.

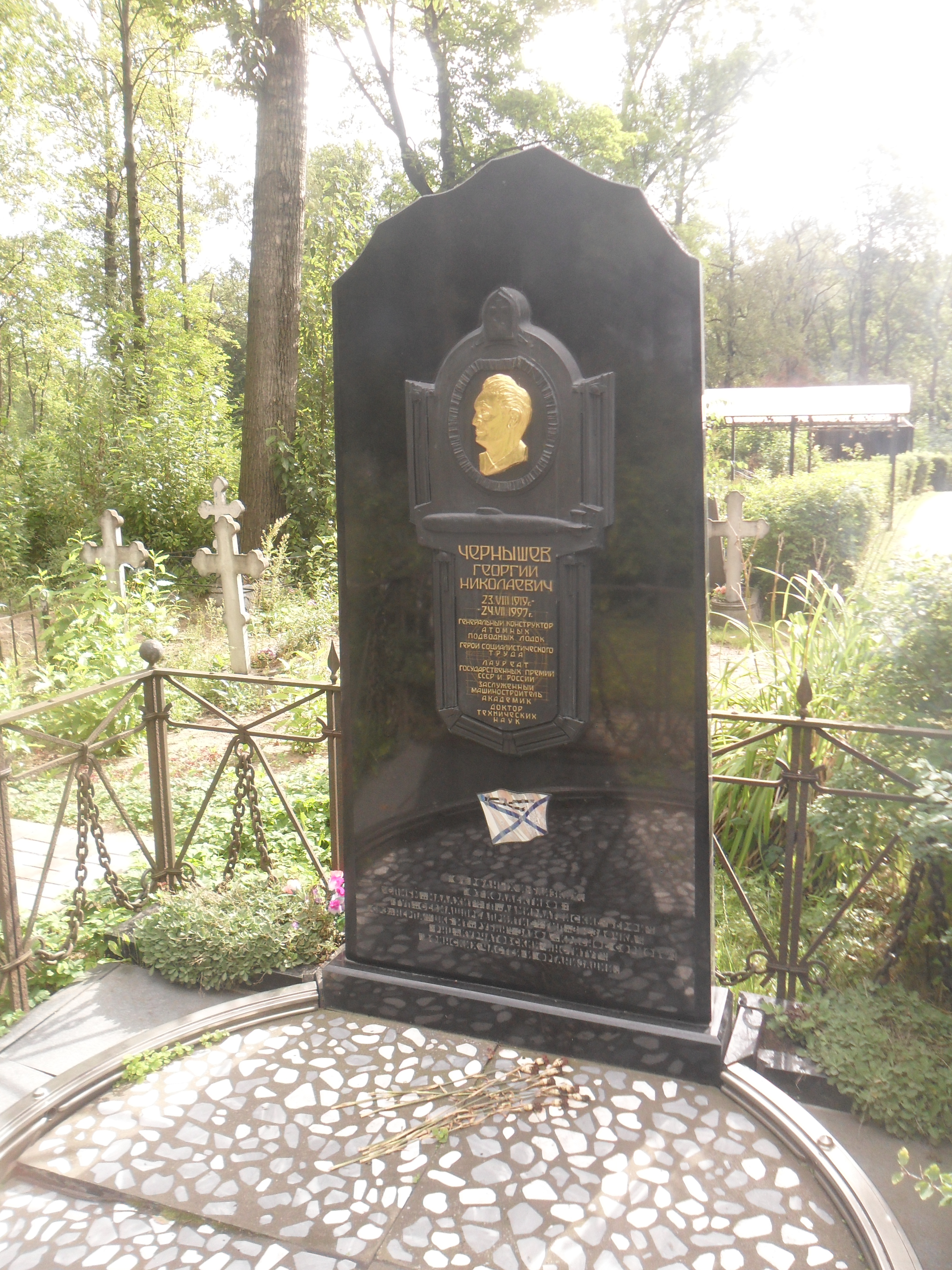
Могила Чернышёва на Волковском православном кладбище Санкт-Петербурга.

В 1970 году за выдающиеся заслуги в создании новых образцов военной техники указом Президиума Верховного Совета СССР (закрытым) Чернышёву было присвоено звание Героя Социалистического Труда с вручением ордена Ленина и золотой медали «Серп и Молот».
2 апреля 1971 года на заводе «Красное Сормово» была заложена головная подводная лодка проекта 671РТ типа «Сёмга» (модификация проекта 671), спроектированная под руководством Чернышёва. 30 декабря 1972 года лодка была сдана ВМФ. Всего в период с 1972 по 1978 годы было построено 7 единиц ПЛ данного проекта (4 на заводе «Красное Сормово» и три на Ленинградском адмиралтейском объединении). За достигнутые показатели в снижении шумности подводной лодки проекта 671РТ большая группа сотрудников конструкторского бюро, Адмиралтейского завода и смежных предприятий была награждена орденами и медалями, в 1977 году Государственной премии СССР были удостоены главный конструктор Г. Н. Чернышев, его заместитель В. Д. Левашов и главный конструктор по вооружению Л. А. Подвязников.
Дальнейшей модификацией проекта 671 «Ёрш» на базе проекта 671РТ «Сёмга» стал проект 671РТМ и 671РТМ(К) типа «Щука», который также разрабатывался под руководством Чернышева. В период с 1977 по 1992 годы было построено 26 единиц данного проекта на судостроительных заводах в Комсомольске-на-Амуре и Ленинграде.
В 1974 году Чернышёв был назначен начальником — главным конструктором Союзного проектно-монтажного бюро машиностроения «Малахит», созданного после объединения коллективов СКБ-143 и ЦКБ-16 (ЦПБ «Волна»). В июле 1976 года «Малахит» приступил к разработке массовой серии многоцелевых субмарин третьего поколения проекта «971». Главный конструктор проекта Г. Н. Чернышёв удачно объединил в этом корабле сильные стороны проектов 671 и 705 и все самые передовые достижения отечественной науки и техники.
Всего было построено 15 подводных лодок проекта 971 (8 на Заводе имени Ленинского комсомола № 199 в Комсомольске-на-Амуре и 7 на Северном машиностроительном предприятии № 402 в Северодвинске). Лодки данного проекта имели характеристики, позволяющие на равных противостоять новейшим американским многоцелевым подводным лодкам класса «Los Angeles» и «Seawolf».
В 1986 году Чернышёв был назначен Генеральным конструктором СПМ БМ «Малахит», до 1997 года руководил конструкторскими работами по проектам 671РТМ и 671РТМ(К). В 1996 году Чернышёв стал лауреатом Государственной премии России.
Чернышёв имел звания доктора технических наук, Заслуженного конструктора Российской Федерации (1992 год), почётного академика Санкт-Петербургской инженерной академии.
Умер Георгий Николаевич Чернышёв 24 июля 1997 года в Санкт-Петербурге. Похоронен на Волковском кладбище.

## Подводные лодки, спроектированные Г. Н. Чернышёвым
Всего по проектам Чернышёва было построено более 60 многоцелевых атомных подводных лодок.

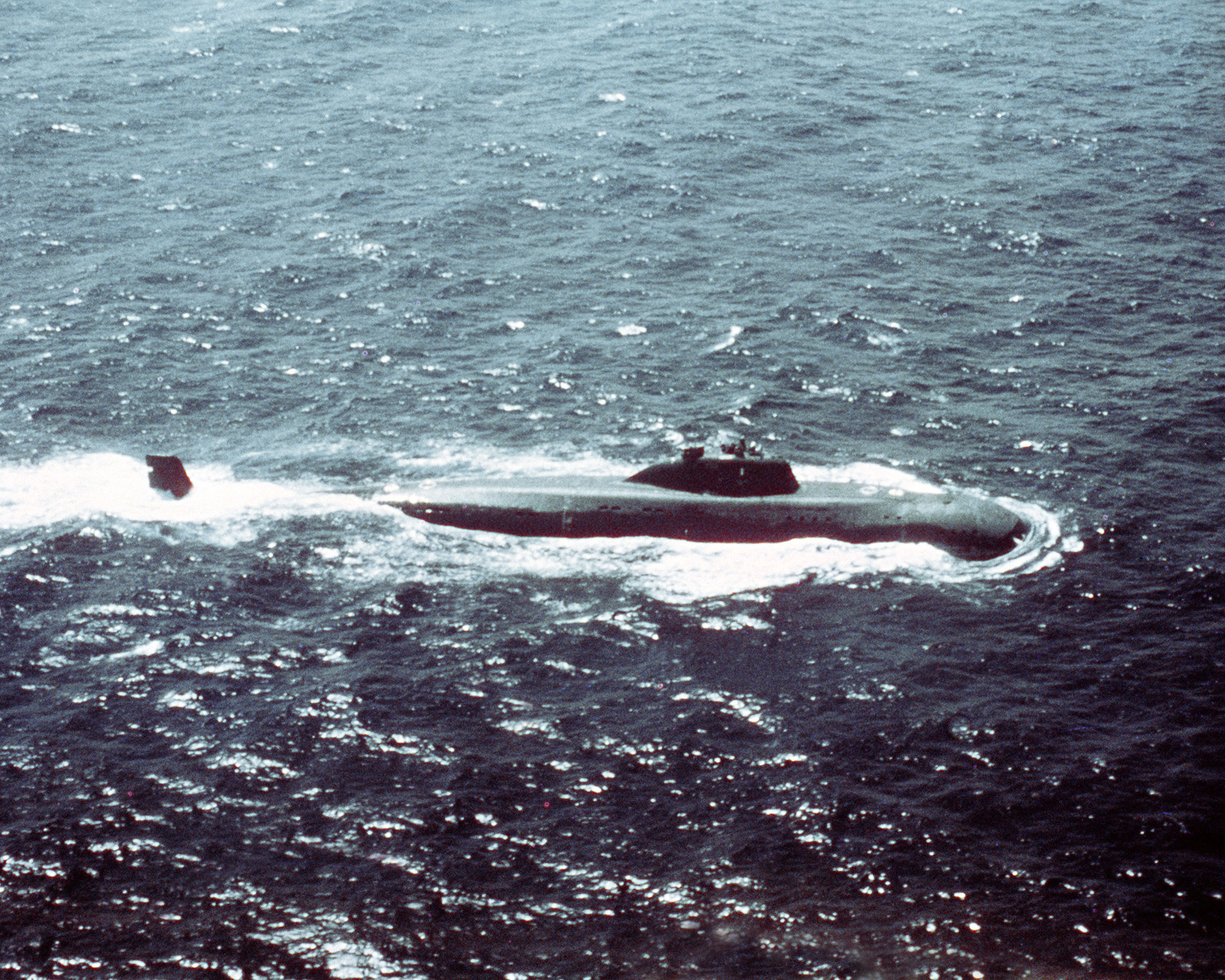
Подводные лодки проекта 671 «Ёрш»
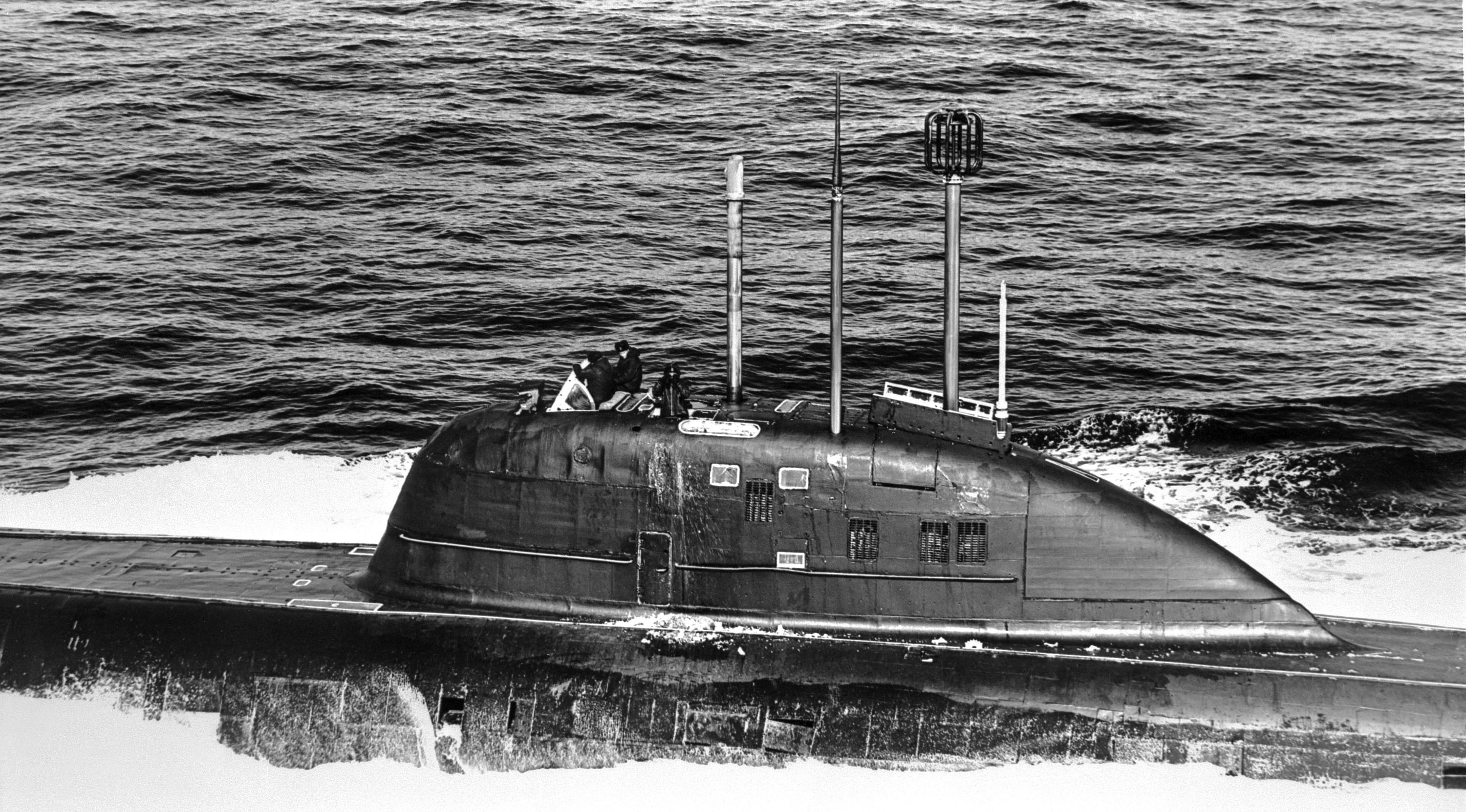
Подводные лодки проекта 671РТ «Сёмга»
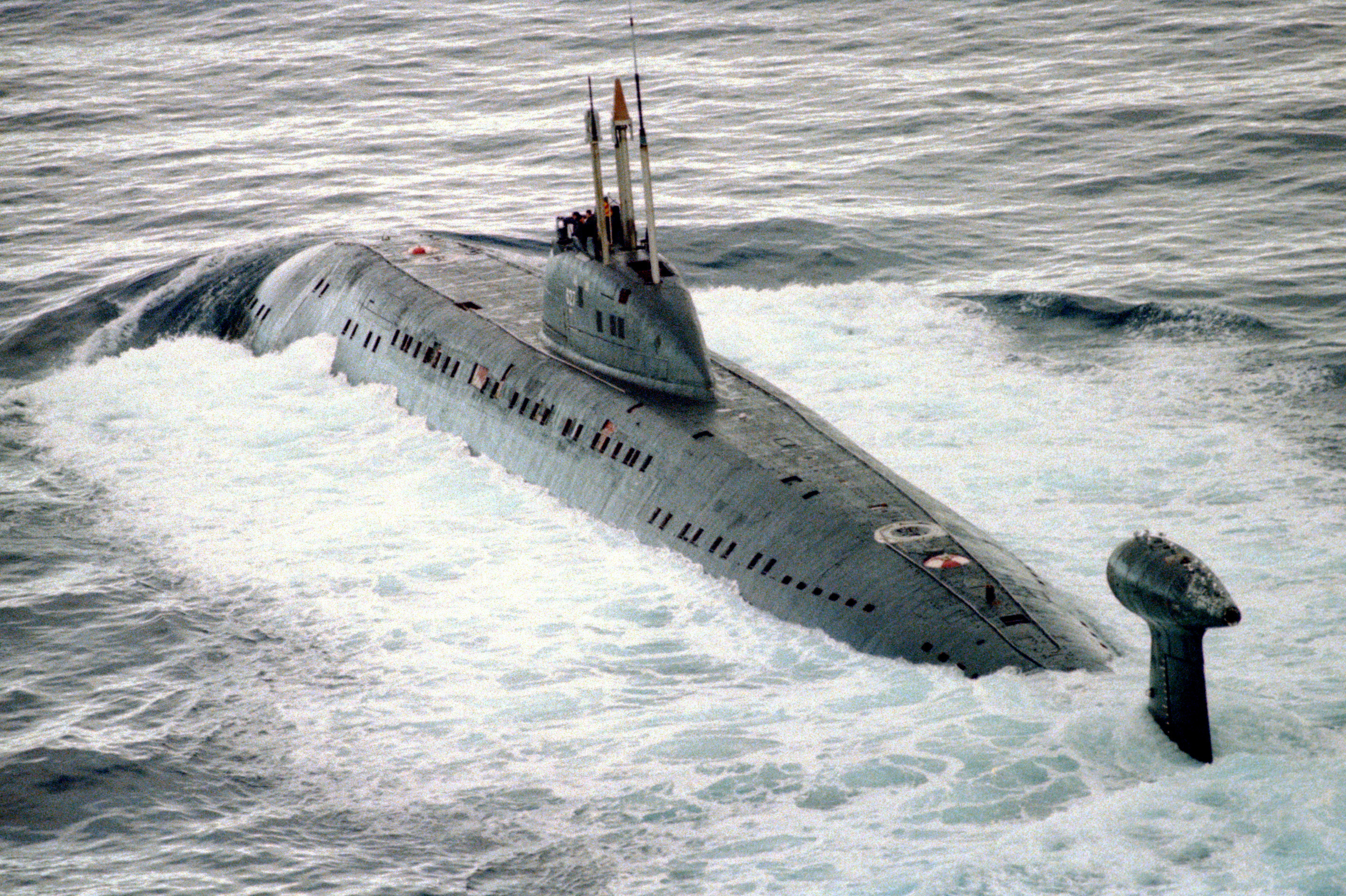
Подводные лодки проекта 671РТМ(К) «Щука»
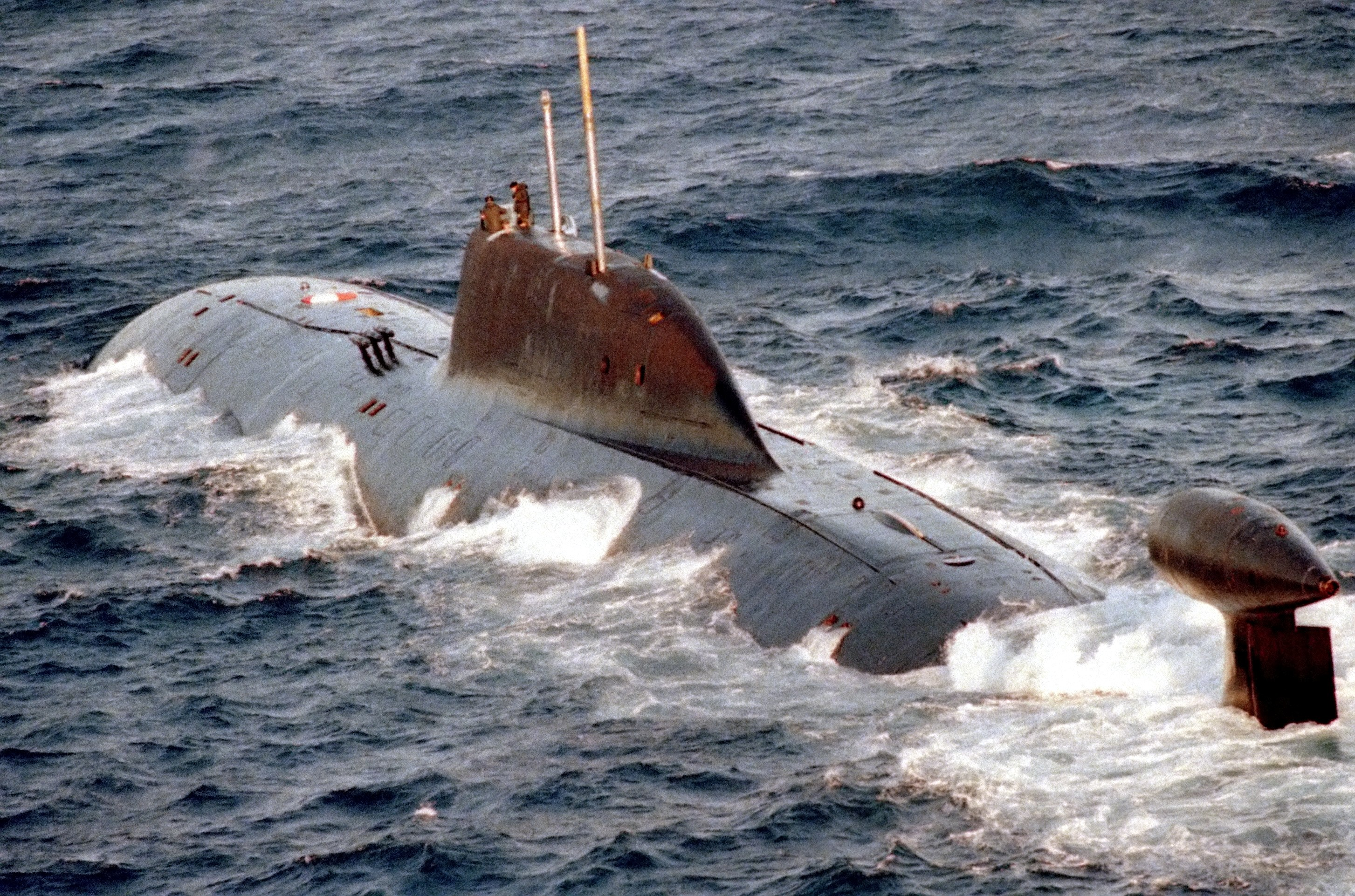
Подводные лодки проекта 971 «Щука-Б»

## Награды и звания
- Медаль «Серп и Молот» Героя Социалистического Труда № 13164 (30.03.1970);
- два ордена Ленина (№ 391868 - 30.03.1970, 26.08.1985);
- орден Октябрьской Революции  (23.08.1979);
- орден Отечественной войны 2 степени (11.03.1985);
- орден Трудового Красного Знамени (23.07.1959)
  - Медали СССР, в том числе:
  - «За трудовое отличие» (15.10.1953);
  - «За победу над Германией в Великой Отечественной войне 1941—1945 гг.»;
  - «За доблестный труд в Великой Отечественной войне 1941—1945 гг.»;
  - «Ветеран труда»

Премии и почетные звания
- Государственная премия СССР (1975);
- Государственная премия Российской Федерации (1996);
- Заслуженный конструктор Российской Федерации (1992);
- Заслуженный машиностроитель Российской Федерации[2].

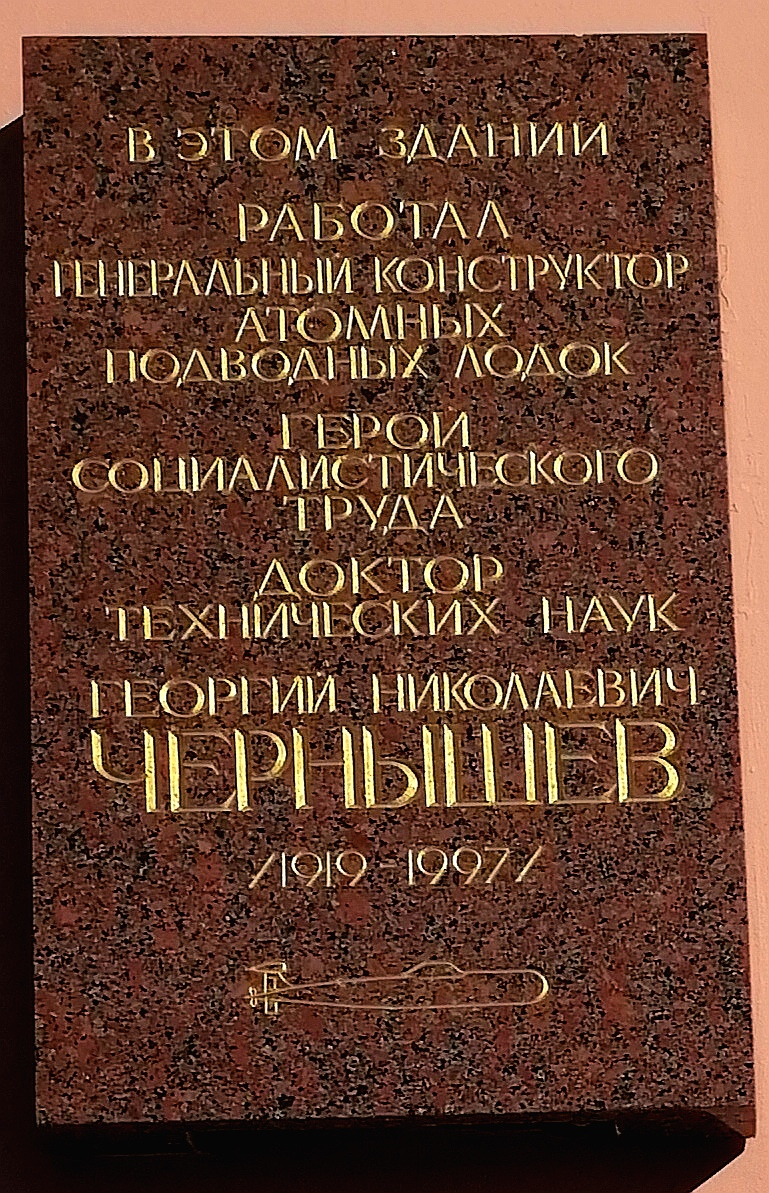

## Память
- На главном здании ОАО СПМБМ «Малахит» имени академика Н. Н. Исанина установлена мемориальная доска в честь Г. Н. Чернышёва[2].
- В 2000 году именем Г. Н. Чернышёва названо судно контроля физических полей проекта 18061 «Георгий Чернышёв» бывший «СФП-177» Камчатской военной флотилии Тихоокеанского флота[10].
- Имя присвоено улице в Московском районе Санкт-Петербурга, будет проходить от Дизельного проезда до улицы Федора Котанова[11][12].